# Чавдар, Мерьем Бетюль
Мерьем Бетюль Чавдар (род. 3 мая 2000, Афьонкарахисар) — турецкая спортсменка по пара тхэквондо.
Она получила квоту для участия в Летних Паралимпийских играх 2020 года в Токио, где завоевала серебряную медаль в весовой категории до 49 кг. В 2021 году она выиграла золотую медаль в категории K44 до 52 кг на Чемпионате мира в Стамбуле. В 2023 году она завоевала золотую медаль на Европейском чемпионате по пара таэквондо в Роттердаме.